# Sigourney (Iowa)
Sigourney is een plaats (city) in de Amerikaanse staat Iowa en valt bestuurlijk gezien onder Keokuk County.

## Demografie
Bij de volkstelling in 2000 werd het aantal inwoners vastgesteld op 2209. In 2006 is het aantal inwoners door het United States Census Bureau geschat op 2157, een daling van 52 (-2,4%).

## Geografie
Volgens het United States Census Bureau beslaat de plaats een oppervlakte van 5,6 km², geheel bestaande uit land. Sigourney ligt op ongeveer 243 m boven zeeniveau.

## Plaatsen in de nabije omgeving
De onderstaande figuur toont nabijgelegen plaatsen in een straal van 16 km rond Sigourney.